# Ali Khamenei
L'āyatollāh seyyed ʿAlī Ḥoseynī Khāmeneī (in persiano سید علی حسینی خامنه‌ای‎; Mashhad, 19 aprile 1939) è un politico, religioso e militare iraniano.
È l'attuale guida suprema dell'Iran, di cui è stato presidente dal 1981 al 1989, nonché il massimo esponente nazionale del clero sciita.

## Biografia

### Educazione e rango clericale
Nato a Mashhad da una famiglia azera, ʿAli Khāmeneī cominciò gli studi religiosi dopo aver completato l'istruzione elementare. Frequentò a Mashhad le lezioni dei maestri di "Sat'h" (insegnamenti basati sulla lettura di testi) e "Kharej" (insegnamenti non basati sulla lettura di libri di testo), come l'Āyatollāh Hajj Sheykh Hāshem Qazvīnī e l'Āyatollāh Mīlānī, e, nel 1957, si recò a Najaf.
Dopo un breve soggiorno, partì da Najaf per Mashhad, e, più tardi, si stabilì a Qom (1958). Khāmeneī frequentò le lezioni del grande āyatollāh Borūjerdī e dell'āyatollāh Khomeyni. Viene ricordato in gioventù come una personalità piuttosto anticonformista: suonatore di tar, fumatore di tabacco olandese e calzato in jeans sotto la veste religiosa. Da giovane scrisse poesie, romanzi e saggi sulla lotta dei musulmani in India e la letteratura persiana dell'Indostan.
In seguito fu coinvolto nelle rivolte islamiche del 1963, che lo condussero all'arresto nella città di Birjand (Khorasan meridionale). In carcere conobbe il giornalista di sinistra Hushang Azadi e il giovane comunista Rahman Khatefi: nel 1989 avrebbe salvato centinaia di comunisti dall'esecuzione nelle carceri iraniane. Dopo un breve periodo fu rilasciato e continuò la sua vita insegnando nelle scuole religiose di Mashhad e tenne corsi sul testo, attribuito al primo Imām ʿAlī ibn Abī Ṭālib, del Nahj al-balāgha in differenti moschee. Fu Khāmeneī che importò database per PC e Internet nelle scuole religiose della città di Qom.

### Durante la Rivoluzione iraniana
ʿ Alī Khāmeneī fu una figura chiave nella Rivoluzione iraniana e un intimo consigliere dell'āyatollāh Khomeynī. Fu membro del Consiglio della Rivoluzione e partecipò alla fondazione del Partito della Repubblica Islamica. Diresse i Guardiani della Rivoluzione. Khāmeneī raggiunse i vertici del potere quando, dopo le dimissioni del grande āyatollāh Ḥoseyn ʿAlī Montazerī, nell'autunno del 1979 fu nominato guida delle preghiere del venerdì di Teheran dall'āyatollāh Khomeynī.
Nel giugno del 1981, Khāmeneī riuscì a scampare a un attentato alla sua vita perpetrato con una bomba nascosta in un registratore durante una conferenza stampa e fatta esplodere accanto a lui. Fu ferito in modo permanente, ma l'evento giovò alla sua reputazione e fu ritenuto tra i suoi ammiratori come un "martire di vita".

### Presidenza
Nel 1981, dopo l'assassinio di Muhammad ʿAli Rajāi, e durante la guerra Iran-Iraq, Khāmenei fu eletto presidente dell'Iran con 16 007 072 voti, pari al 97,09% alle elezioni presidenziali dell'ottobre 1981 e divenne il primo religioso a ricoprire la carica. Khāmeneī fu inizialmente ricercato fuori dalla presidenza per aiutare i religiosi ma questa intenzione fu compromessa: molti videro la presidenza di Khāmeneī come il segno dell'abbandono di una politica laica. Con un totale di 16 841 800 voti, la tabella seguente riassume i voti totali per ogni candidato:
| Candidato              | Voti       | Quota  |
| ---------------------- | ---------- | ------ |
| ʿAlī Khāmeneī          | 16 003 242 | 95,02% |
| ʿAlī Akbar Parvaresh   | 342 600    | 2,034% |
| Ḥassan Ghafourifard    | 78 559     | 0,467% |
| Reżā Zavareʾī          | 62 133     | 0,369% |
| Schede bianche o nulle | 356 266    | 2,12%  |

Per mantenere l'equilibrio tra i gruppi di potere in Iran, Khomeyni gli impose come primo ministro Mir Hosein Musavi. Khāmeneī fu rieletto per il secondo mandato nel 1985 con 12 203 870 voti, pari all'87,86%. Fu un fermo alleato di Khomeynī e durante la sua carica venne raramente in contrasto con la guida suprema, diversamente dal primo presidente dell'Iran Abolhassan Banisadr.

### Guida suprema (Velāyet-e faqīh)

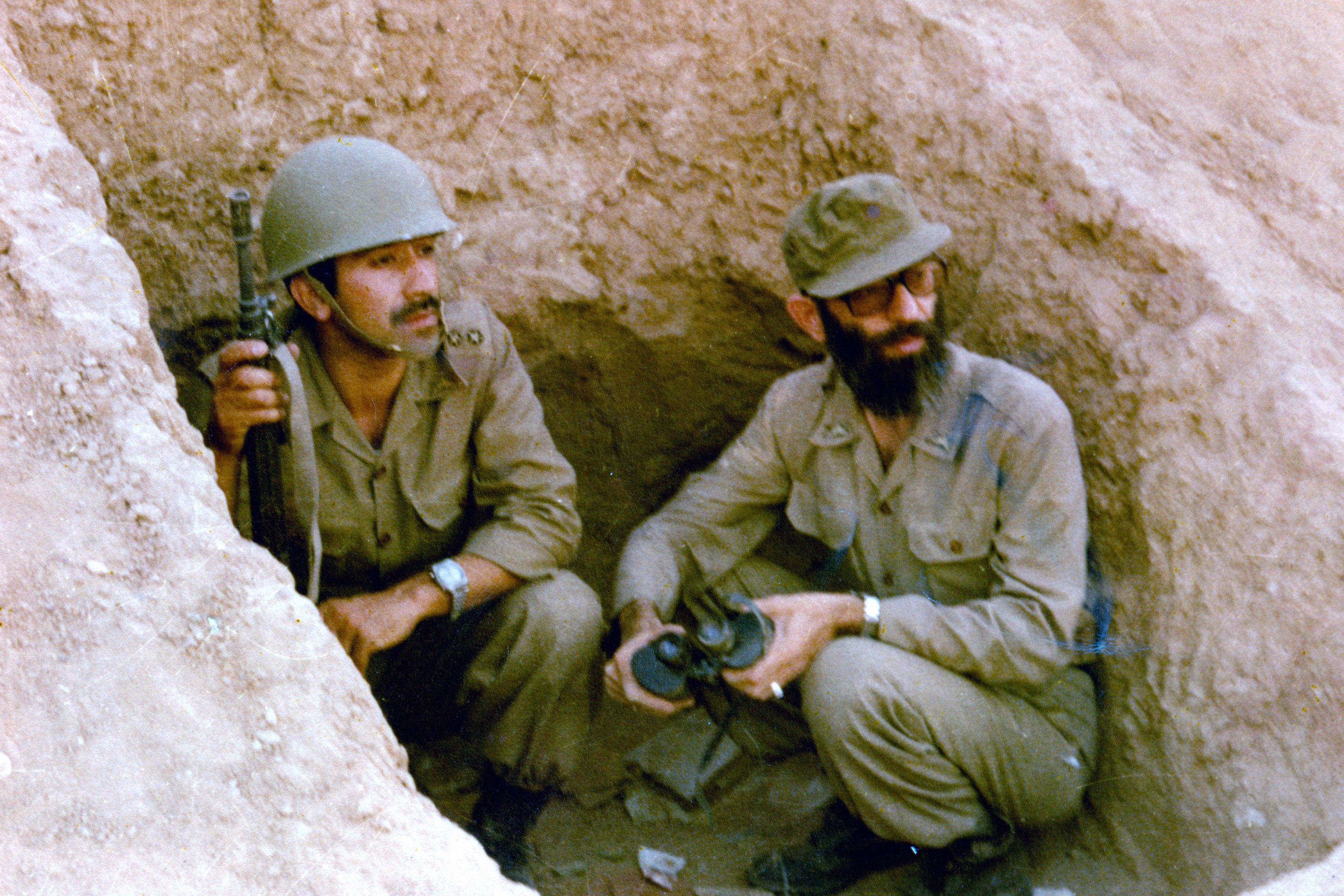
Ali Khamenei (a destra) in trincea durante la guerra Iran-Iraq

Alla morte di Khomeynī, il delfino designato della guida suprema, il grande āyatollāh Hossein-Ali Montazeri, viene destituito per essersi opposto a dei massacri di oppositori. È allora Ali Akbar Hashemi Rafsanjani, già rivale di Hossein-Ali Montazeri, a sostenere la candidatura di Khamenei. Khāmeneī fu eletto nuova guida suprema dall'Assemblea degli Esperti il 4 giugno 1989.
Dal momento che Khāmeneī doveva assumere la sua carica, e che l'emendamento alla Costituzione che avrebbe permesso a un esponente del "clero" del suo grado di assumere la guida suprema non era ancora stato sottoposto a referendum, l'Assemblea parlamentare decise al suo interno di affidargli l'incarico temporaneamente, finché l'emendamento alla Costituzione non fosse stato debitamente votato.

#### Controversie sull'elezione a guida suprema
ʿAli Khāmeneī era un esponente di medio rango del clero sciita prima di essere scelto come guida suprema dell'Iran. La scelta di Khāmeneī - che venne subito nominato āyatollāh ma il cui prestigio di dotto giurisperito che lo autorizzerebbe a esprimere l'ijtihād (interpretazione autentica sui dati coranici e della tradizione islamica sciita) fu messo in discussione - fu di tipo politico. Il tentativo dell'IRI di promuovere Khāmeneī come nuovo Marjaʿ fallì quando venne in contatto con gli ambienti dei dotti sciiti che non lo ritennero adeguato all'ufficio della Marjaʿiyat, al quale egli aspirava.
Il fallimento probabilmente diventò noto quando si ebbero riscontri ufficiosi da parte dei maggiori centri di studio sciiti i quali, interpellati, suggerirono che la pretesa fosse inaccettabile. Per rimediare alla situazione e provare a esercitare una qualche forma d'influenza, la leadership dell'IRI intraprese tre passi. Il primo fu quello di predisporre un ritiro della richiesta per Khāmeneī, inducendolo a rifiutare l'offerta della Marjaʿiyat per l'Iran (come spiegò egli stesso, a causa delle sue diverse pesanti responsabilità), ma concordando sul fatto che egli fosse il Marjaʿ per gli sciiti fuori d'Iran. La sua accettazione della Marjaʿiyat per gli sciiti fuori d'Iran non aveva alcun precedente tradizionale o teologico nello sciismo. La Marjaʿiyat può essere - e in età moderna lo è diventata sempre più - transnazionale. Un Marjaʿ in Iran può avere seguaci (muqallid) in Libano o Pakistan. Il problema dei confini nazionali non emerge nella crisi della suddetta candidatura per la Marjaʿiyat e per la sua eleggibilità al ruolo di Marjaʿ.
Teoricamente, il sistema della Repubblica Islamica (velāyet-e faqīh, governo del giurisperito) è legittimo quando un grande āyatollāh che è considerato come fonte di emulazione (marjaʿ-ye taqlēd) serve in veste di faqīh (giurisperito). Il grande āyatollāh Mohammad Shīrāzī, come molti altri, non accettò che la guida suprema, l'āyatollāh ʿAli Khāmeneī, potesse essere una "fonte da emulare". Secondo i "Diritti Umani in Iran" (2001) di Reza Afshārī, della Pace University, Shīrāzī fu "indignato" a proposito degli sforzi di Khāmeneī di essere riconosciuto, in quanto guida suprema, come "fonte di emulazione". Shīrāzī (che morì alla fine del 2001) apparentemente favorì un comitato di grandi āyatollāh che guidasse il Paese. Shīrāzī non fu l'unico dotto anziano a permettere che si discutesse la legittimità dell'élite politica iraniana e della sua figura di spicco. Uno dei più noti dotti dissidenti è il grande āyatollāh Ḥoseyn ʿAli Montazerī-Najafābādī. Altri ancora furono il grande āyatollāh Ḥassān Tabātabāī-Qōmī e il grande āyatollāh Yasubedīn Rastegārī. Per tali motivi, Khāmeneī è soprannominato dai suoi detrattori "āyatollāh in una notte".

#### Politica interna
L'āyatollāh Khāmeneī è considerato da molti il simbolo della classe dirigente conservatrice del Paese. L'āyatollāh Khāmeneī ha costantemente puntato sul ruolo supervisore del conservatore Consiglio dei Guardiani. Nell'agosto 2000 egli affiancò il Consiglio dei Guardiani per respingere la proposta del Majlis di riformare la legge sulla stampa del paese. In una lettera scritta al Parlamento, riportata dall'Agenzia di Stampa di Stato (IRNA), egli affermò che la legge vigente aveva impedito ai "nemici dell'Islam" di piegare al proprio volere la stampa.
"Pertanto ogni re-interpretazione della legge non è nell'interesse del Paese", specificò nella sua lettera. La nuova legge sulla stampa fu quindi abbandonata dal Parlamento. Come il suo predecessore, Khāmeneī ha sempre tentato di rispondere all'emotività delle masse e di controllarle: cosa che ha portato i suoi oppositori ad accusarlo d'intolleranza. Ad esempio, nel 1997, il grande āyatollāh Hoseyn ʿAli Montazeri, un esponente d'alto rango del "clero" sciita e uno studioso a suo tempo designato a succedere all'āyatollāh Khomeyni, criticò il ruolo di Khāmeneī, dichiarando incompetente la guida suprema. Dopo dimostrazioni di massa contro Montazerī, Khāmeneī immediatamente pose il suo critico agli arresti domiciliari per cinque anni.
L'āyatollāh Khāmeneī ha fortemente sostenuto l'āyatollāh Mohammad Taghi Mesbah Yazdi e le sue idee. Egli considera l'āyatollāh Mesbah come il principale teorico odierno della Rivoluzione Islamica dopo Morteza Motahhari. Motahharī fu di gran lunga conosciuto come il più importante teorico della Rivoluzione Islamica e fu assassinato poco dopo la Rivoluzione. Il presidente iraniano, Mahmud Ahmadinejād si è espresso spesso in favore di ʿAlī Khāmeneī. In un suo recente discorso, Khāmeneī ha detto: "Questo governo è il miglior governo dell'Iran da cento anni".
L'āyatollāh ʿAli Khāmeneī, a quanto si dice, ha emesso una fatwā ostile alla produzione, lo stoccaggio e l'uso di ordigni nucleari. La fatwā è stata citata in una dichiarazione ufficiale dal governo iraniano nell'agosto 2005 in un incontro con l'Agenzia Internazionale per l'Energia Atomica (AIEA) a Vienna. Comunque, la fatwā sembra che non sia stata formalmente pubblicata, il che ha indotto un certo scetticismo sulla sua validità. Nel 2009 Ali Khāmeneī è stato a capo di una sanguinosa repressione contro la popolazione iraniana. In quell'occasione quattro milioni di cittadini solamente a Teheran manifestavano per le strade pacificamente.

#### Politica estera

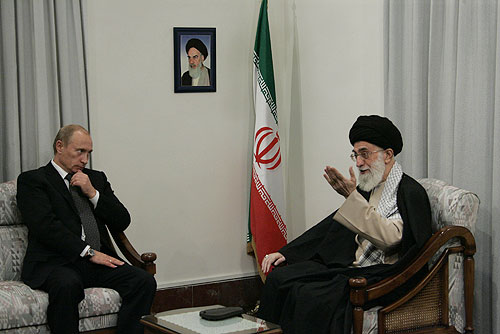
Khamenei con il presidente della Russia Vladimir Putin, 2007

L'āyatollāh Khāmeneī è conosciuto anche per la sua politica anti-occidentale, denunciando ripetutamente l'idea di dialogo con gli Stati Uniti. Sia durante e sia dopo la guerra contro l'Iraq condotta dagli USA, egli ha pronunciato critiche alla politica di Washington. BBC NEWS | Middle East | Profile: Ayatollah Ali Khamenei. Nel 2000, nel "Giorno di al-Quds" (Gerusalemme), secondo i servizi di traduzione occidentali, spesso offerti dall'organizzazione MEMRI, Khāmeneī si è pronunciato per la distruzione di Israele.
Dopo il disastro dell'11 settembre 2001 ha condannato l'attacco terroristico pronunciandosi per la condanna delle attività terroristiche nel mondo.
Khāmeneī ha affermato che "i diritti umani sono l'arma nelle mani dei nostri nemici in lotta con l'Islam", denunciando così, a suo avviso, l'ipocrisia che talvolta aleggia su questa delicata materia. Egli è solito dire che il governo americano, con i suoi molti crimini e comportamenti scorretti, non è autorizzato a giudicare il rispetto dei diritti umani in Iran.
Il 4 giugno 2006 Khāmeneī ha minacciato che l'Iran potrebbe creare disagi al carico di energia dalla regione del Golfo nel caso di un'aggressione statunitense al Paese, insistendo che Teheran desidera solo produrre combustibile nucleare a scopo civile. Affermazione confermata dal rapporto della CIA che ha sottolineato che la Repubblica Islamica ha sospeso le attività nucleari a scopo militare già nel 2003.

#### Controversie in merito alla "Fatwā sul nucleare"

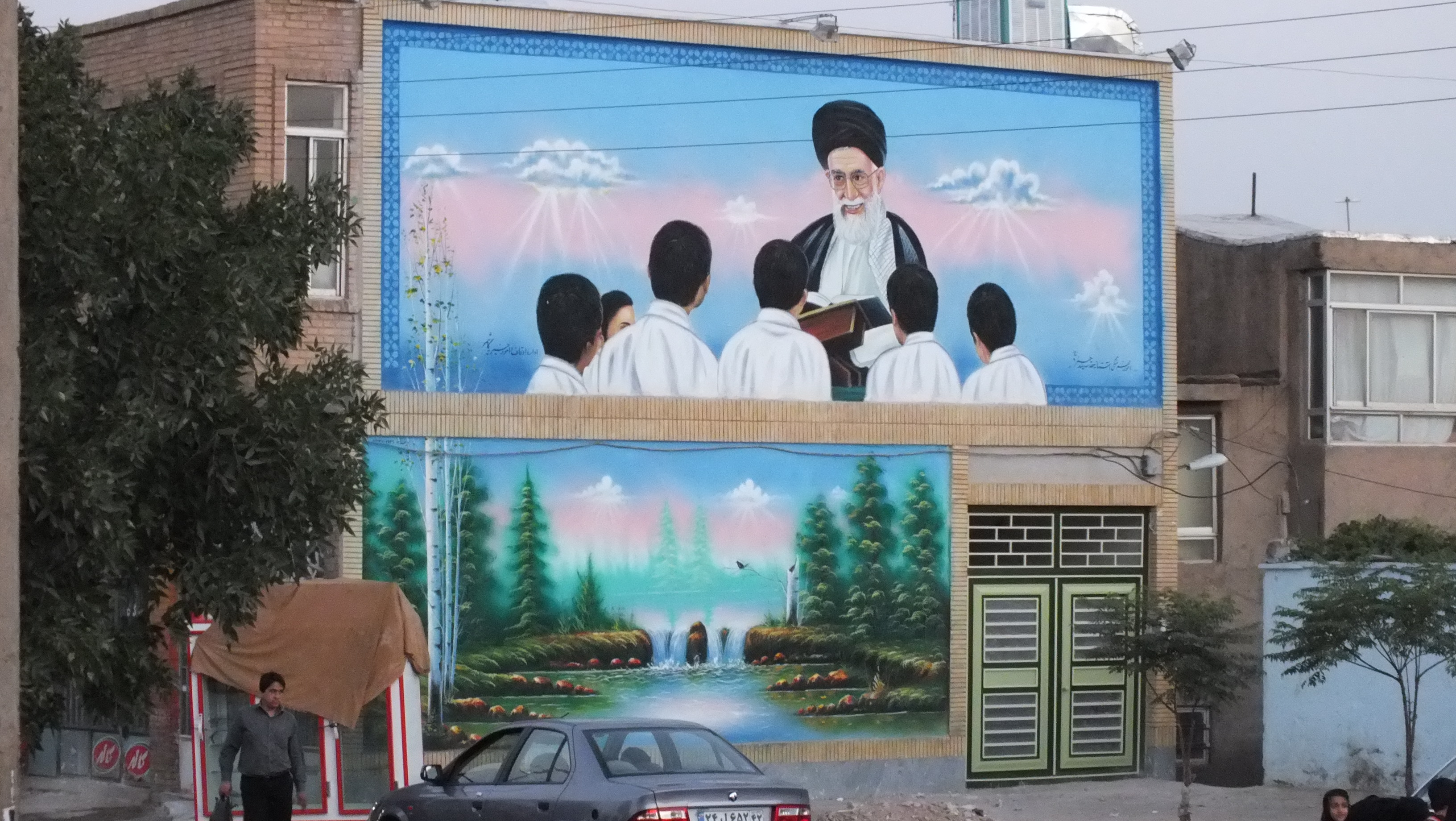
Murale raffigurante Khamenei a Kashmar

Negli ultimi anni la diplomazia iraniana ha pubblicamente dichiarato che l'āyatollāh Ali Khamenei ha emesso una fatwā contro la produzione di armamenti nucleari. Precisamente, la fatwā è stata per la prima volta citata nell'agosto del 2005, durante un meeting tra diplomatici dell'Agenzia Internazionale per l'Energia Atomica - AIEA, a Vienna. Nonostante le dichiarazioni, però, un gruppo di ex diplomatici iraniani hanno dichiarato che lo stesso āyatollāh Khamenei ha detto ai membri dell'Intelligence iraniana che la fatwa non si applica al mondo islamico.
Altri analisti, quindi, hanno evidenziato che la fatwa non è mai stata pubblicata sul sito della guida suprema e che la storia rientri nella pratica sciita della taqiyya, ovvero della "dissimulazione" (una pratica che permette al fedele di mentire al fine di salvare sé stesso e applicata qui in un ambito politico). Il sito fardanews.com, vicino alla guida suprema, ha inoltre pubblicato un articolo in cui Ali Khamenei giustificava il possesso dell'arma nucleare se orientata contro chi la possiede. Il programma nucleare iraniano, sospettato come militarmente orientato, ha provocato sanzioni internazionali a carico dell'Iran, successivamente rimosse con l'accordo del 2015 ma poi reimpostate unilateralmente nel 2018 da parte degli Stati Uniti sotto l'amministrazione di Donald Trump.

## Diritti umani, libertà, proteste, diritto islamico
I critici hanno accusato Khamenei di aver ordinato l'assassinio di più di 160 disertori in esilio all'estero (tra cui la celebre attivista femminista Masih Alinejad), della pesante repressione dei manifestanti, dell'uccisione di decine di migliaia di membri del gruppo paramilitare MEK (Mujahedin del Popolo Iraniano) e di aver bersagliato scrittori e intellettuali dissidenti in Iran, tra le altre violazioni dei diritti umani. Tuttavia, lo stesso Khamenei ha insistito sul fatto che i diritti umani sono un principio fondamentale alla base degli insegnamenti islamici, che precede di molti secoli la preoccupazione occidentale per i diritti umani.

### Proteste durante la leadership
Ci sono state diverse grandi proteste durante il regime di Khamenei, tra cui le proteste di Qazvin del 1994 - dove, secondo Al-Arabiya, circa 40 persone sono state uccise e oltre 400 sono rimaste ferite le proteste studentesche iraniane del 1999, le proteste delle elezioni presidenziali iraniane del 2009, quando i manifestanti hanno cantato "morte al dittatore" e strappato le foto di Khamenei, così come nelle proteste iraniane del 2011-2012, quelle del 2017-2018, del 2019-2020 e quelle in corso dal 2021.
Durante il massacro di Mahshahr (2019), le persone hanno manifestato contro "la corruzione del governo, il fallimento delle istituzioni, la mancanza di libertà e il governo repressivo del leader supremo dell'Iran, l'āyatollāh Ali Khamenei".
Durante le proteste iraniane del 2019-2020, Khamenei "ha chiarito che le manifestazioni richiedevano una risposta energica" e che "i rivoltosi dovevano essere repressi duramente".
Durante le proteste popolari contro l'abbattimento del volo Ukraine International Airlines 752, migliaia di manifestanti hanno chiesto le dimissioni dell'āyatollāh Ali Khamenei.
Tra gli slogan più utilizzati dai manifestanti dal 2009 a oggi ci sono proprio "morte a Khamenei", "morte al dittatore", "morte alla repubblica islamica".

### Minoranze religiose
La fede baháʼí è la più grande minoranza religiosa in Iran, con circa 300 000 membri (8 000 000 di membri in tutto il mondo) ed è considerata ufficialmente un culto pericoloso dal governo iraniano. Khamenei ha approvato una nuova legislazione contro i baháʼí in Iran e ha ridotto la loro influenza all'estero. Secondo una lettera del Presidente del Comando del Quartier Generale delle Forze Armate in Iran indirizzata al Ministero dell'Informazione, la Guardia Rivoluzionaria, e alle forze di polizia, Khamenei ha anche ordinato al quartier generale del comando di identificare le persone che aderiscono alla fede baháʼí e di monitorare le loro attività, raccogliendo tutte le loro informazioni.

### Rapporto con la stampa
Nel 2000, è stato indicato dal Comitato per la protezione dei giornalisti come "uno dei primi dieci nemici della stampa e della libertà di espressione" ed è stato nominato nel Time 100 nel 2007. I giornalisti dell'opposizione Ahmad Zeidabadi, Mohsen Sazegara, Mohammad Nourizad e Akbar Ganji sono stati arrestati e indagati per aver diffuso articoli critici contenenti accuse non dimostrate contro le politiche di Khamenei come leader e alcune organizzazioni. Secondo la legge iraniana sulla stampa "diffondere voci e bugie e distorcere le parole degli altri" non è consentito. Inoltre, secondo la legge, "non è consentito diffondere diffamazione nei confronti di funzionari, istituzioni, organizzazioni e individui del Paese o insultare persone giuridiche o reali legittimamente rispettate, anche per mezzo di immagini o caricature".
Tra le sue azioni controverse c'erano il rifiuto di un disegno di legge presentato dal parlamento iraniano nel 2000 che mirava a riformare la legge sulla stampa del paese e la squalifica di migliaia di candidati parlamentari per le elezioni legislative iraniane del 2004 da parte del Consiglio dei guardiani da lui nominato.
Nel 2012, 2013 e 2014, Forbes ha selezionato Khamenei rispettivamente come la 21ª, 23ª e 19ª persona più potente del mondo, nell'elenco delle persone più potenti del mondo.
Diversi giornalisti, blogger e altre persone sono stati processati in Iran con l'accusa di aver insultato la guida suprema, spesso insieme ad accuse di blasfemia.
Nel 2009, il blogger iraniano Omid Reza Mir Sayafi, arrestato per aver insultato Khamenei in un post su Internet, è morto mentre era in custodia nella prigione di Evin.
Nel 2010, l'attivista dell'opposizione Ahmad Gabel è stato condannato a 20 mesi di carcere per aver insultato Khamenei, oltre a 3 anni aggiuntivi per possesso di un ricevitore satellitare, 3 anni di esilio e una multa.
Nel 2014, otto uomini, tra cui un britannico, sono stati condannati dai 19 ai 20 anni per aver insultato Khamenei su Facebook.
Nel 2017, Sina Dehghan è stato condannato a morte per aver insultato Maometto, con un'ulteriore condanna a 16 mesi per aver insultato Khamenei in un'applicazione di messaggistica.

### Interpretazione del diritto islamico
Nel 2000, Ali Khamenei ha inviato una lettera al parlamento iraniano vietando al legislatore di discutere una revisione della legge sulla stampa iraniana. Ha scritto: "L'attuale legge sulla stampa è riuscita fino a un certo punto a prevenire questa grande piaga. Il disegno di legge non è legittimo e non è nell'interesse del sistema e della rivoluzione". Il suo uso del "potere extra-legislativo" è stato criticato da riformisti e gruppi di opposizione. In reazione alla lettera, alcuni membri del Parlamento hanno espresso indignazione e hanno minacciato di dimettersi.
Alla fine del 1996, a seguito di una fatwa di Khamenei che affermava che l'educazione musicale corrompe le menti dei bambini piccoli, molte scuole di musica sono state chiuse e l'istruzione musicale ai bambini di età inferiore ai 16 anni è stata bandita dalle istituzioni pubbliche (sebbene l'istruzione privata sia continuata).
Khamenei ha affermato: "La promozione della musica (sia tradizionale sia occidentale) nelle scuole è contraria agli obiettivi e agli insegnamenti dell'Islam, indipendentemente dall'età e dal livello di studio".

### Diritti delle donne
Nel luglio 2007, Khamenei ha criticato le attiviste iraniane per i diritti delle donne e la Convenzione sull'eliminazione di ogni forma di discriminazione contro le donne (CEDAW): "Nel nostro paese... alcune donne attiviste, e alcuni uomini, hanno cercato di giocare con le regole islamiche al fine di rispettare le convenzioni internazionali relative alle donne", ha affermato Khamenei. "Questo è sbagliato." Khamenei ha fatto questi commenti due giorni dopo che l'attivista iraniana per i diritti delle donne Delaram Ali è stata condannata a 34 mesi di carcere e 10 frustate dalla magistratura iraniana.
Khamenei è un sostenitore della pratica islamica dell'hijab e crede che abbia lo scopo di onorare le donne. Sostiene che le donne in Occidente abbiano perso il loro onore sottolineando l'alto tasso percepito di violenza sessuale in Occidente, nonché il diffuso sfruttamento dell'attrazione sessuale femminile per scopi commerciali: "In effetti, hanno trattato le donne come una merce, come un altro dei loro prodotti. Se dovessi guardare le riviste che sono pubblicate in Occidente, vedresti che pubblicizzano un prodotto in vendita accanto all'immagine di una donna nuda. Riesci a immaginare un insulto più grande alle donne?"
Ali Khamenei crede nella segregazione di genere. Khamenei ritiene inoltre che l'uguaglianza di genere sia un complotto sionista con lo scopo di "corrompere il ruolo delle donne nella società".

### Omosessualità
Khamenei sostiene che "Oggi, l'omosessualità è un grave problema nel mondo occidentale. Tuttavia le nazioni occidentali lo ignorano. Ma la realtà è che l'omosessualità è diventata una sfida seria, un dolore e un problema irrisolvibile per gli intellettuali occidentali".

## Vita familiare e figli
Khāmeneī si è sposato nel 1964 con Mansoureh Khojasteh Bagherzadeh, nata in una famiglia religiosa a Mashhad. Suo padre era Mohammad Esmaeil Khojaste Bagherzadeh, un famoso uomo d'affari di Mashhad. È anche la sorella di Hassan Khojaste Bagherzadeh, ex vicedirettore dell'IRIB. Incontrò per la prima volta Ali Khamenei in una cerimonia privata nel 1964 e si sposarono nello stesso anno. Il loro sermone matrimoniale è stato letto dall'Ayatollah Mohammad Hadi Milani. 
Non ha avuto alcuna attività politica ufficiale, ma di solito visita le famiglie delle persone uccise e rese disabili nella guerra Iran-Iraq. Finora nessuna sua foto è stata pubblicata ufficialmente dai media. Khamenei e sua moglie Mansoureh Khojasteh Bagherzadeh hanno sei figli, quattro maschi e due femmine.
I sei figli di Khamenei sono: Mustafa, nato nel 1965; Mujtaba (1969); Masoud (1974); Maitham (1978); Boshra (1980); Hoda (1981). Il secondo figlio, Mujtaba Khamenei, è attualmente a capo della milizia Basij. Si dice che sia la figura centrale dietro i disordini per le elezioni presidenziali del 2009.
Il 9 settembre 2014 Khāmeneī ha subìto un'operazione alla prostata. Nel 2015, il Wall Street Journal ha confermato che la guida suprema ʿAlī Khāmeneī ha un tumore.